# حملة الحق في التعليم (فلسطين)
حملة الحق في التعليم (بالإنجليزية؛ Right To Education Campaign) حملة طلابية فلسطينية، تأسست في عام 1988 على يد مجموعة من الطلبة والأكاديميين في جامعة بيرزيت، لتقديم مساعدات قانونية للطلبة والأساتذة الذين كان يتم اعتقالهم لمجرد حملهم الكتب.
تعمل الحملة منذ تأسيسها على رصد الانتهاكات التي يُمارسها الاحتلال الإسرائيلي على الطلبة خاصةً، لعرقلة المسيرة الأكاديمية.

## محاور الحملة
- توثيق الانتهاكات التي يمارسها الاحتلال ضد الطلبة الفلسطينيين، سواء داخل الحرم الجامعي أو خارجه.
- بناء حركة عالمية (خاصة من الطلبة والأكاديميين والمؤسسات الأكاديمية)، تساند الطلبة والجامعات الفلسطينية تحت الاحتلال وتعمل على مشروع المقاطعة الأكاديمية للاحتلال في جامعاتهم والتواصل مع الحركات والحملات الخارجية المماثلة.
- توفير الدعم القانوني للطلبة والأكاديميين المعتقلين في جامعة بيرزيت.
- الحشد والمناصرة لقضية التعليم تحت الاحتلال محلياً، من خلال توعية الطلبة الفلسطينيين لحقوقهم في التعليم.